# Spaanse wolf
De Spaanse wolf (Canus lupus deitanus) is een uitgestorven grijze wolf, die in Spanje leefde. Hij werd het laatst gesignaleerd in Murcia in 1930.
De kleine roodbruin en grijs gekleurde wolf stamde waarschijnlijk af van de Iberische wolf (Canis lupus signatus), die nog steeds voorkomt op het Iberisch Schiereiland. De Iberische wolf is gevoelig voor uitsterven en sommige populaties zijn zelfs ernstig bedreigd.